# Herberts Cukurs
Herberts Cukurs (né le 17 mai 1900 à Liepāja, dans le gouvernement de Courlande, dans l'Empire russe, et mort le 23 février 1965 à Montevideo, en Uruguay), surnommé le « bourreau de Riga » ou l'« Eichmann letton », est un célèbre criminel de guerre, aviateur letton, Hauptmann (capitaine) du Sonderkommando Arājs durant la Seconde Guerre mondiale, qui extermina la moitié des Juifs lettons victimes de la Shoah. En janvier 1942, il ne restait plus que 4 000 Juifs survivants sur les 70 000 résidant en Lettonie. Cukurs fut exécuté par des agents du Mossad qui l'avaient attiré dans la capitale uruguayenne. 

## L'aviateur
Dans les années 1930, Cukurs devint célèbre pour ses vols internationaux en solitaire (Lettonie-Gambie et Riga-Tokyo), obtenant le trophée Harmon en 1933. Il construisit lui-même au moins trois avions, et à bord d'un monoplan doté d'un moteur de 135 chevaux de Havilland Gipsy, fit un voyage de 45 000 km, en 1937, à travers le Japon, la Chine, l'Indochine, l'Inde et la Russie.

## LeSonderkommando

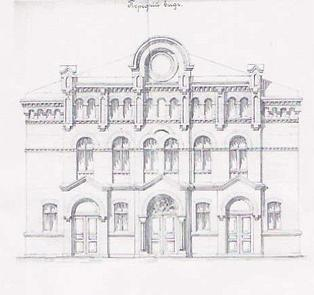
Dessin de la synagogue de Riga rue Stabu, incendiée par le commando d'Arājs, son adjoint Herberts Cukurs ayant enfermé au préalable les Juifs à l'intérieur.

Cukurs devint l'adjoint de Viktors Arājs, qui mit sur pied dès juillet 1941 le Sonderkommando qui porte son nom, qui assistait les 170 hommes de l'Einsatzgruppe local. L'aviateur, gradé Hauptmann, se distingua par sa brutalité, commettant infanticides, enfermant les Juifs dans la synagogue, rue Stabu, à Riga, avant de brûler celle-ci, s'illustrant lors du massacre de Rumbula fin 1941, au cours duquel 27 800 Juifs furent assassinés en deux jours, etc.

## Après-guerre
Le 24 janvier 1948, le major Charles Kaiser, membre du Groupe britannique d'enquête sur les crimes de guerre chargé de l'enquête sur les crimes de Riga, avait dressé une liste d'au moins 27 Lettons, dont Viktors Arājs et Cukurs. Celui-ci s'était cependant enfui au Brésil dès 1946, en passant par Cassel, en Allemagne, puis par Marseille.
Il s'installa d'abord à Rio de Janeiro, où il fut reconnu par des Juifs survivants du ghetto de Riga. En septembre 1951, le Brésil entreprit des démarches auprès des États-Unis et du Royaume-Uni afin de confirmer l'identité de Cukurs. Ces derniers pays, toutefois, jouèrent la montre et se montrèrent très passifs. Des Juifs détruisirent alors le chantier naval de Cukurs à Rio. Celui-ci s'établit alors, en 1960, dans l'État de São Paulo. Il y mit sur pied une petite entreprise de vol d'hydravion sur un lac artificiel, avec laquelle il arrivait à vivoter.
La même année, en novembre 1960, il donna une interview au journaliste Jack Anderson, du magazine américain Parade , dans laquelle il niait avoir commis ces massacres. Il était alors armé et protégé par deux policiers. Son nom fut ensuite mentionné par le survivant Eleazar Kashat lors du procès d'Adolf Eichmann.
À partir de septembre 1964, un officier du Mossad, Yaakov Meidad, s'approcha de lui sous le nom d'Anton Kuenzle, tentant de gagner son amitié en lui proposant de participer à ses affaires d'hydravion touristique. Le Mossad ayant décidé de l'assassiner en raison de l'impossibilité de le traîner en justice, Kuenzle attira le criminel de guerre à Montevideo en 1965, où il fut exécuté par une équipe de quatre agents israéliens, dans la Casa Cubertini . Les agents laissèrent sur son corps le dossier énumérant ses crimes contre les Juifs de Lettonie et la note:

« VERDICT

Attendu la gravité des crimes dont HERBERT CUKURS est accusé, en particulier sa responsabilité personnelle dans l'assassinat de 30 000 hommes, femmes et enfants, et attendu l'épouvantable cruauté dont a fait preuve HERBERT CUKURS lors de l'exécution de ses crimes, nous condamnons ledit CUKURS à mort.

Il a été exécuté le 23 février 1965.

Par “Ceux qui n'oublieront jamais”. »

Son corps fut découvert dans une malle le 6 mars par l'inspecteur José Braga. Tout comme lors de l'enlèvement d'Eichmann en Argentine, des manifestations d'antisémitisme accueillirent la nouvelle : à Montevideo, une synagogue fut la cible d'un attentat à la bombe, tandis qu'à São Paulo une croix gammée et les mots « Viva Cukurs » étaient peints sur la maison du reporter juif Jacob Rosemblat. Un mandat d'arrêt fut lancé par Interpol contre Anton Kuenzle, dont les photos furent publiées dans la presse internationale (Cukurs, très méfiant, avait filmé son « associé » et avait remis le film à son épouse avant son départ pour Montevideo au cas où sa vie aurait été menacée), la femme de Cukurs l'accusant du meurtre. L'agent, qui avait entretemps changé d'apparence, ne fut jamais découvert et il fallut attendre vingt ans pour que le Mossad reconnaisse son implication dans l'assassinat.

## Postérité
Surnommé le « bourreau de Riga », Cukurs fait l'objet de tentatives de réhabilitation parmi l'extrême-droite lettonne, avec notamment l'exposition « Herberts Cukurs : la présomption d'innocence », à Liepāja en mai 2005, qui tentait de l'innocenter de ses crimes recensés par les historiens. À la suite de l'émission de timbres postaux à l'effigie de l'aviateur, le ministre des Affaires étrangères letton dut reconnaître officiellement en 2004 qu'il était également « coupable de crimes de guerre » .